# Proposta de Constituição Política da República do Chile de 2022
A proposta de Constituição Política da República do Chile de 2022 foi um projeto de Constituição que foi elaborado pela Convenção Constitucional do Chile entre 4 de julho de 2021 e a mesma data em 2022. Em 14 de maio de 2022, foi apresentado o primeiro rascunho, enquanto em 4 de julho do mesmo ano foi entregue o texto final e oficial. A proposta foi submetida a um plebiscito de ratificação em 4 de setembro de 2022, sendo rejeitado por 61,86% dos eleitores.
A proposta foi a primeira escrita por um órgão eleito democraticamente e buscava substituir a Constituição Chilena de 1980, cujo texto original foi ratificado por um polêmico plebiscito durante a ditadura militar do Chile e, desde o retorno à democracia, foi alterada diversas vezes.

## Conteúdo
O texto da proposta de Constituição Política da República começa com o preâmbulo aprovado pela Convenção Constitucional:
Nosotras y nosotros, el pueblo de Chile, conformado por diversas naciones, nos otorgamos libremente esta Constitución, acordada en un proceso participativo, paritario y democrático.
Nós, o povo do Chile, formado por várias nações, nos concedemos livremente esta Constituição, acordada em um processo participativo, igualitário e democrático.
O conteúdo é distribuído em onze capítulos e uma seção final de regulamentos transitórios.

### Princípios e disposições gerais
No Capítulo I, a Constituição proposta estabelece que o Chile, em sua diversidade, "forma um território único e indivisível" e define como emblemas nacionais a bandeira, o brasão de armas e o hino.
O Capítulo I (artigos 1 a 16), denominado Princípios e Disposições Gerais, contém os princípios fundamentais da formação do Estado do Chile, seu papel, sua relação com as pessoas, sua distribuição territorial, entre outros. Estabelece o Estado de bem-estar social, seu caráter plurinacional e ecológico, a forma de exercício da soberania, a base dos direitos humanos como toda ação do Estado, a unidade do território nacional (mas mantendo sua autonomia interna dos territórios), a liberdade e a igualdade das pessoas e sua relação com a natureza, o reconhecimento da participação e da representação equitativa de mulheres, homens, diversidades e dissidências sexuais e de gênero em posições de poder, o secularismo do Estado, o reconhecimento de todas as formas de família, o idioma oficial chileno, seus emblemas, a maneira de se relacionar com outras nações e o alcance dos tratados internacionais. Também destaca o valor jurídico da Constituição, que é regulada por si mesma: é uma regra, portanto sua observância é obrigatória para qualquer pessoa, instituição ou grupo, e para todos os órgãos do Estado.

### Declaração de Direitos
O Capítulo II (artigos 17 a 126) é o capítulo mais extenso da proposta constitucional, afirmando que o fim dos direitos é a vida digna, a democracia, a paz e o equilíbrio da natureza, dotando as pessoas, as nações indígenas e a natureza como titulares de direitos individuais e coletivos, comprometendo a ação do Estado a eliminar as barreiras de acesso a esses direitos.
- Direito à vida.
- Direito à integridade pessoal (física, psicossocial, sexual e afetiva)

- Proibição da pena de morte, da tortura, do desaparecimento forçado, da escravidão, do tráfico de pessoas e do exílio

- Direito à verdade, justiça, memória e reparação em caso de violações de direitos humanos

- Direito à igualdade perante a lei

- Direito à não discriminação

- Direito à autonomia progressiva de crianças e adolescentes

- Direito ao pleno desenvolvimento da personalidade e ao uso de seu próprio idioma

- Direito à proteção da criança

- Direito à vida e a um ambiente livre de violência (especialmente para meninas, adolescentes e pessoas com diversidade e dissidência sexual e de gênero)

- Direito à acessibilidade universal

- Respeito à neurodiversidade

- Direito a pedido

- Direito a tratamento digno, reintegração social e comunicação (em caso de prisão)

- Direito a uma velhice decente

- Direito à educação (inclusive educação sexual)

- Direito de cuidar do meio ambiente

- Direito à liberdade de educação

- Direito à saúde

- Direito à seguridade social

- Direito ao trabalho e à livre escolha, à remuneração equitativa, à liberdade de associação, à participação no trabalho e à greve

- Reconhecimento do trabalho doméstico

- Direito ao cuidado

- Direito à moradia digna

- Direito coletivo à cidade e ao território

- Direito à soberania alimentar

- Direito à água e ao saneamento

- Direito à energia

- Direito ao esporte

- Direitos sexuais e reprodutivos

- Direito à própria visão de mundo

- Direito ao consentimento indígena

- Direito à liberdade de culto

- Direito a uma morte digna

- Direito à liberdade de movimento

- Direito à privacidade

- Direito a asilo e refúgio

- Direito à liberdade de associação

- Direito à manifestação pública

- Direito de acessar informações do Estado

- Direito à propriedade privada

- Direito à propriedade indígena

- Direito à liberdade de empreender

- Direito ao consumo e ao respeito a ele

- Direito à liberdade de expressão

- Direito de criar mídia social

- Direito à conectividade digital, à segurança dos computadores, a um espaço digital livre de violência e à educação no espaço digital

- Direito à proteção de dados pessoais

- Direito ao lazer

- Direito à participação cultural e artística

- Direito à leitura

- Direito à propriedade intelectual

- Direito à pesquisa

- Direito ao patrimônio cultural

- Direito à regeneração da natureza

- Direito a um ambiente saudável e equilibrado

- Direito ao ar puro

- Acesso universal a montanhas, praias, lagos, lagoas e zonas úmidas

- Acesso à justiça e ao devido processo legal

Além de funcionar como uma "carta de direitos", esse capítulo inclui os requisitos para acessar a nacionalidade e a cidadania chilena, reconhecendo os direitos das pessoas que residem no exterior e das que migraram, o direito à tutela para o restabelecimento dos direitos violados ou para pôr fim às detenções irracionais, a indenização em caso de detenção e prisão injustas, e os princípios da "Defensoria do Povo" como entidade de promoção e proteção dos direitos humanos garantidos nesta Constituição, nos tratados internacionais de direitos humanos ratificados e em vigor no Chile, em conjunto com a "Defensoria dos Direitos da Criança", cujo objetivo será a proteção dos direitos acima mencionados, mas na infância e adolescência.

### Natureza e meio ambiente
O Capítulo III (artigos 127 a 150) estabelece a natureza como titular de direitos, além de estabelecer mecanismos para proteger a natureza e sancionar seus danos, além de um sistema de gestão de resíduos, destacando a função ecológica e social da terra.
Também reconhece os animais como sujeitos de proteção especial contra maus-tratos, como seres sencientes.
O capítulo indica certos bens como comuns a todas as pessoas, de natureza inapropriada, como o mar territorial e seus fundos marinhos; as praias; as águas, geleiras e zonas úmidas; os campos geotérmicos; o ar e a atmosfera; as altas montanhas, áreas protegidas e florestas nativas; o subsolo; e outros declarados por lei.
Por fim, ela regulamenta um estatuto da água, criando uma Agência Nacional de Águas, um estatuto de minerais e um "Defensoria da Natureza".

### Participação democrática
O Capítulo IV (artigos 151 a 164) regula a forma e o exercício da democracia no Chile, seu exercício é estabelecido como direto, participativo, comunitário e representativo, além de estabelecer as bases do Serviço Eleitoral.
Garante o direito à democracia direta por meio da participação incidental ou vinculante dos cidadãos em assuntos de interesse público.
Estabelece a possibilidade de os governos regionais e locais convocarem um referendo, a iniciativa popular de lei (com 3% da lista eleitoral para propor uma lei e 5% para revogar uma lei).
Configura o sufrágio como universal, igualitário, livre, direto, pessoal e secreto; obrigatório para aqueles que tenham completado dezoito anos de idade e voluntário para os jovens de dezesseis e dezessete anos e para os chilenos que vivem no exterior.
Estabelece normas que regem os partidos políticos, sobre a paridade de gênero nos órgãos eleitos, garantindo que as listas eleitorais sejam sempre encabeçadas por uma mulher, além de assentos reservados aos povos indígenas, a erradicação da violência de gênero dentro dos partidos políticos e o incentivo à participação de diversidades e dissidências sexuais e de gênero em cargos de eleição popular.

### Boa governança e função pública
O Capítulo V (artigos 165 a 186) estabelece as bases da administração pública, sob os princípios de probidade, transparência e responsabilidade em todas as suas ações, além de garantir a possibilidade de solicitação de informações pelos cidadãos aos órgãos públicos.
Da mesma forma, estabelece um Conselho de Transparência, sanciona a corrupção, concedendo aos denunciantes a devida proteção, confidencialidade e indenização, proíbe a participação em cargos públicos e de eleição popular de pessoas condenadas por crimes contra a humanidade, crimes sexuais e violência doméstica, aqueles ligados à corrupção, como fraude fiscal, lavagem de dinheiro, suborno, desvio de fundos públicos e outros estabelecidos por lei.
Estabelece um serviço civil para funcionários públicos, uma comissão que definirá a remuneração das autoridades eleitas, estabelecendo que a administração pública está a serviço da pessoa e tem como objetivo atender às necessidades das pessoas e das comunidades, fornecendo serviços públicos universais de qualidade.
Destaca as bases dos bombeiros no Chile, o regime tributário (incluindo a política portuária nacional), a participação do Estado na economia, os requisitos para a formação de empresas públicas, bem como os princípios de sustentabilidade e responsabilidade fiscal com desenvolvimento sustentável e harmonia com a natureza.

### Organização regional territorial e estadua
O Capítulo VI (artigos 187 a 250), denominado Organização Regional do Estado e do Território, delineia os princípios da administração interna da nação e seu grau de regionalização, organizando o Estado territorialmente em entidades territoriais autônomas e territórios especiais.
Concede autonomia política, administrativa e financeira às comunas, províncias, regiões e cria autonomias territoriais indígenas para a realização de seus objetivos e interesses, conferindo-lhes personalidade jurídica de direito público, patrimônio próprio e os poderes e competências necessários para se autogovernarem em resposta ao interesse da república, de acordo com a Constituição e a lei, tendo como limites os direitos humanos e da natureza.
Aponta princípios de solidariedade, cooperação, reciprocidade e apoio mútuo entre as entidades territoriais, sob os princípios da plurinacionalidade e da interculturalidade, além de estabelecer limites à sua competência.
Estabelece a comuna presidida por prefeitos e um conselho municipal eleitos por maioria simples, além de uma assembleia social comunal que tem o objetivo de promover a participação popular e cidadã nos assuntos públicos. Ela será consultiva, incidente e representativa das organizações da comuna, bem como das unidades de vizinhança.
Em nível regional, estabelece um conselho de prefeitos, o governo regional como órgão executivo da região autônoma, um governador - eleito por voto direto com maioria absoluta, em primeiro ou segundo turno - como diretor do governo regional, uma assembleia regional como órgão colegiado de representação regional dotado de poderes normativos, decisórios e de supervisão, um conselho social regional e um Conselho de Governadores de caráter consultivo.
Estabelece autonomias territoriais indígenas dotadas de personalidade jurídica de direito público e patrimônio próprio, onde os povos e nações indígenas exercem direitos de autonomia em coordenação com as demais entidades territoriais, à ruralidade como área de desenvolvimento integral e como territórios especiais para Rapa Nui, o arquipélago Juan Fernández (e suas ilhas adjacentes) e a Antártida Chilena.

### Poder Legislativo
O Capítulo VII (artigos 251 a 278) estabelece um Congresso Nacional bicameral de natureza assimétrica, com uma Câmara das Regiões eleita indiretamente e um Congresso dos Deputados eleito diretamente, estabelecendo sua duração - 4 anos para ambas as câmaras -, a forma de eleição dos membros delas, seu limite de reeleição - fixado em apenas um - e seus números, requisitos de idade e residência e incapacidades para ocupar o cargo, suas funções específicas em cada câmara, a forma de sessões conjuntas e a forma de gerar a lei e o procedimento legislativo.

### Poder executivo
O Capítulo VIII (artigos 279 a 306) estabelece a forma de governo, de natureza presidencialista e sob a chefia de Estado e de governo de um Presidente da República, que será eleito popularmente por voto direto. Caso não seja alcançada a maioria dos votos no primeiro turno, será realizado um segundo turno eleitoral entre os dois candidatos mais votados.
Também estabelece os requisitos de idade e residência para o cargo, os mecanismos de sucessão do cargo, sua duração - estabelecida em 4 anos com reeleição imediata apenas uma vez -, seus impedimentos e suas atribuições.
Apresenta também as bases aplicáveis aos ministros de Estado, o princípio do monopólio do uso da força pelo presidente (limitado de acordo com esta Constituição, as leis e com respeito aos direitos humanos), seu papel como condutor da segurança pública (esta delegada a um ministério) e as bases da polícia e das forças armadas como instituições profissionais, hierárquicas, disciplinadas, obedientes e não deliberativas, fundamentadas no respeito aos direitos humanos e na perspectiva de gênero no desempenho de suas funções.
Estabelece também 3 estados de exceção constitucional: o estado de assembleia (aprovação prévia de ambas as câmaras), o estado de sítio e o estado de catástrofe, além de uma Comissão de Supervisão dependente do Congresso dos Deputados, com composição paritária e multinacional, formada por deputados, representantes regionais e representantes da Defensoria Pública, para o controle das medidas adotadas no âmbito do estado de exceção.

### Sistema judiciário
O Capítulo IX (artigos 307 a 349) estabelece as bases dos diversos órgãos de justiça no Chile, entendida como uma função pública que é exercida em nome dos povos e que consiste em conhecer e julgar, por meio do devido processo, os conflitos de relevância jurídica e fazer cumprir o que foi resolvido, de acordo com a Constituição e as leis, bem como os tratados e instrumentos internacionais sobre direitos humanos dos quais o Chile é parte.
É exercido exclusivamente pelos tribunais de justiça e pelas autoridades dos povos e nações indígenas reconhecidos pela Constituição ou pelas leis promulgadas em conformidade com ela.
É composto pelos sistemas jurídicos dos povos e nações indígenas, pelo Sistema Nacional de Justiça (que é composto pelo sistema de justiça de vizinhança, pelos tribunais de primeira instância - civil, penal, de família, trabalhista, de jurisdição comum ou mista, administrativa, ambiental, de vizinhança, de execução de sentenças -, pelos tribunais de apelação e pela Suprema Corte).
Cria um Conselho de Justiça como um órgão autônomo, técnico, conjunto e multinacional, com personalidade jurídica e patrimônio próprio, cujo objetivo é fortalecer a independência judicial. Ele é responsável por nomeações, governança, gestão, treinamento e disciplina no Sistema Nacional de Justiça.
Têm como princípios a função jurisdicional: o enfoque interseccional, os princípios de paridade e perspectiva de gênero, os direitos fundamentais das pessoas condenadas ou sujeitas a medidas de segurança e o cumprimento das sanções penais e das medidas de segurança com base no respeito aos direitos humanos e com o objetivo de cumprir a pena e integrar e inserir a pessoa sancionada na sociedade.
Indica as bases do Tribunal de Qualificação Eleitoral como um órgão que conhecerá o escrutínio geral e a qualificação das eleições das autoridades eleitas pelo voto popular em nível nacional e dos tribunais eleitorais regionais encarregados de conhecer o escrutínio geral e a qualificação das eleições. eleições em organizações regionais, comunitárias e da sociedade civil e outras organizações reconhecidas por esta Constituição ou por lei.

### Órgãos constitucionais autônomos
O Capítulo X (artigos 350 a 382), denominado Órgãos Constitucionais Autônomos, regulamenta a formação de 6 órgãos constitucionais autônomos com personalidade jurídica e patrimônio próprio e sob o princípio da paridade de gênero em sua formação.
Os órgãos mencionados incluem a Controladoria Geral da República, o Banco Central do Chile, o Ministério Público e o Escritório Público de Defesa Criminal. Além disso, cria a Agência Nacional de Proteção de Dados e estabelece o Tribunal Constitucional.

### Reforma e substituição da Constituição
O Capítulo XI (artigos 383 a 388) estabelece a forma, os quóruns e os modos de reforma ou criação de uma nova Constituição Política da República.
Os projetos de reforma da Constituição podem ser iniciados por mensagem do Presidente da República, por moção de qualquer um dos membros do Congresso Nacional, por iniciativa popular (mediante a obtenção de 10% das assinaturas no registro eleitoral) ou indígena. Um projeto de reforma precisa ser aprovado com o voto afirmativo de quatro sétimos de ambas as câmaras. Em assuntos não previstos neste capítulo, as regras sobre a formação da lei são aplicáveis ao processamento de projetos de reforma constitucional, sempre respeitando os quóruns indicados.
Se o projeto de reforma modificar o regime político e o mandato presidencial; o desenho do Congresso dos Deputados ou da Câmara das Regiões e a duração de seus membros; a forma do Estado Regional; os princípios e direitos fundamentais; ou o capítulo de reforma e substituição da Constituição, ele deverá ser submetido a um plebiscito se não alcançar dois terços dos votos de ambas as câmaras.
A substituição total da Constituição será realizada por meio de um plebiscito que estabeleça uma assembleia constituinte, que poderá ser convocada: por iniciativa popular mediante a obtenção de 25% das assinaturas da lista eleitoral, pelo Presidente da República (e ratificada por três quintos de ambas as câmaras) ou por ambas as câmaras em sessão conjunta por dois terços.
A assembleia constituinte terá como único objetivo a elaboração de uma proposta de constituição, será integrada de forma paritária e com independentes e assentos reservados aos povos indígenas, com duração não inferior a 18 meses, e a ratificação do texto proposto ocorrerá por plebiscito.